# Leavenworth (miniserie)
Leavenworth fue una miniserie documental estadounidense, dirigida por Paul Pawlowski y producida por Steven Soderbergh. Se estrenó en Starz el 20 de octubre de 2019. La miniserie cuenta una controvertida historia de crímenes reales que se desarrolla en el sistema de justicia militar. La miniserie finalizó el 17 de noviembre de 2019.

## Argumento
Leavenworth se centra en «Clint Lorance, quien cumple una condena de 19 años por asesinato en una Penitenciaría de los Estados Unidos. Mientras se encontraba en Afganistán en julio de 2012, el ex teniente ordenó dispararle a tres hombres locales que viajaban en motocicleta, matando a dos de ellos e indignando a su pelotón. Lorance busca revocar su condena, provocando un debate emocional entre los partidarios y los detractores que se eleva a la escena nacional. A medida que se desarrollan las determinaciones sobre el destino de Lorance, se investigan no sólo los méritos de su convicción, sino que analizan el sistema en general y, en última instancia, prueban el equilibrio de culpabilidad e inocencia en las circunstancias inescrutables de las guerras actuales».

## Reparto
- Clint Lorance
- Anna Lorance
- Tracy Lorance
- Cody Lorance
- Jamie Lorance Garza
- Jean Lorance
- Phil DeSimone
- Mike McGuiness Platoon
- Reyler Leon Platoon
- Todd Fitzgerald Platoon
- Lucas Gray Platoon
- Abdul Ahad
- Mohibullah Aabid
- Mohammad Rahim

## Episodios
| N.º | Título                                                                  | Dirigido por   | Fecha de emisión original | Audiencia (millones) |
| --- | ----------------------------------------------------------------------- | -------------- | ------------------------- | -------------------- |
| 1   | «Chapter One: Soldiers» «Capítulo Uno: Los soldados»                    | Paul Pawlowski | 20 de octubre de 2019     | 0.172                |
| 2   | «Chapter Two: Casualties» «Capítulo Dos: Las víctimas»                  | Paul Pawlowski | 27 de octubre de 2019     | 0.174                |
| 3   | «Chapter Three: Judgment» «Capítulo Tres: El juicio»                    | Paul Pawlowski | 3 de noviembre de 2019    | 0.129                |
| 4   | «Chapter Four: Perspectives» «Capítulo Cuatro: Perspectivas»            | Paul Pawlowski | 10 de noviembre de 2019   | 0.110                |
| 5   | «Chapter Five: The Fight Continues» «Capítulo Cinco: La lucha continúa» | Paul Pawlowski | 17 de noviembre de 2019   | 0.059                |

## Lanzamiento

### Estreno
La docuserie fue estrenada el 15 de septiembre de 2019 en el Festival de televisión de Tribeca 2019. El 28 de agosto de 2019, se lanzó el tráiler oficial y se anunció que se estrenará el 20 de octubre de 2019 en Starz en Estados Unidos y Canadá.

### Distribución
La docuserie fue estrenada en Europa y Latinoamérica el 20 de octubre de 2019 en Starz Play.